# Вајниха (Хаваји)
Вајниха (енгл. Wainiha) насељено је место за статистичке потребе у америчкој савезној држави Хаваји. По попису становништва из 2010. у њему је живело 318 становника.

## Демографија
Према попису становништва из 2010. у граду је живело 318 становника.
| Група             | 2000.  | 2010.       |
| Белци             | . (.%) | 195 (61,3%) |
| Афроамериканци    | . (.%) | 4 (1,3%)    |
| Азијати           | . (.%) | 10 (3,1%)   |
| Хиспаноамериканци | . (.%) | 11 (3,5%)   |
| Укупно            | .      | 318         |